# Сумба
Сумба (индон. Sumba) је индонежанско острво површине 11.153 km² у провинцији Источна Нуса Тенгара. Налази се у групи Малих Сундских острва. На северу од Сумбе је острво Флорес, на северозападу је Сумбава, а на истоку Тимор. 
По подацима из 2010. на Сумби живи 656.259 људи.
Већина становништва су хришћани (већим делом калвинисти, мање римокатолици), анимисти (религија марапу), а најмање је муслимана.